# Laboratori di misurazione delle antenne di Brück

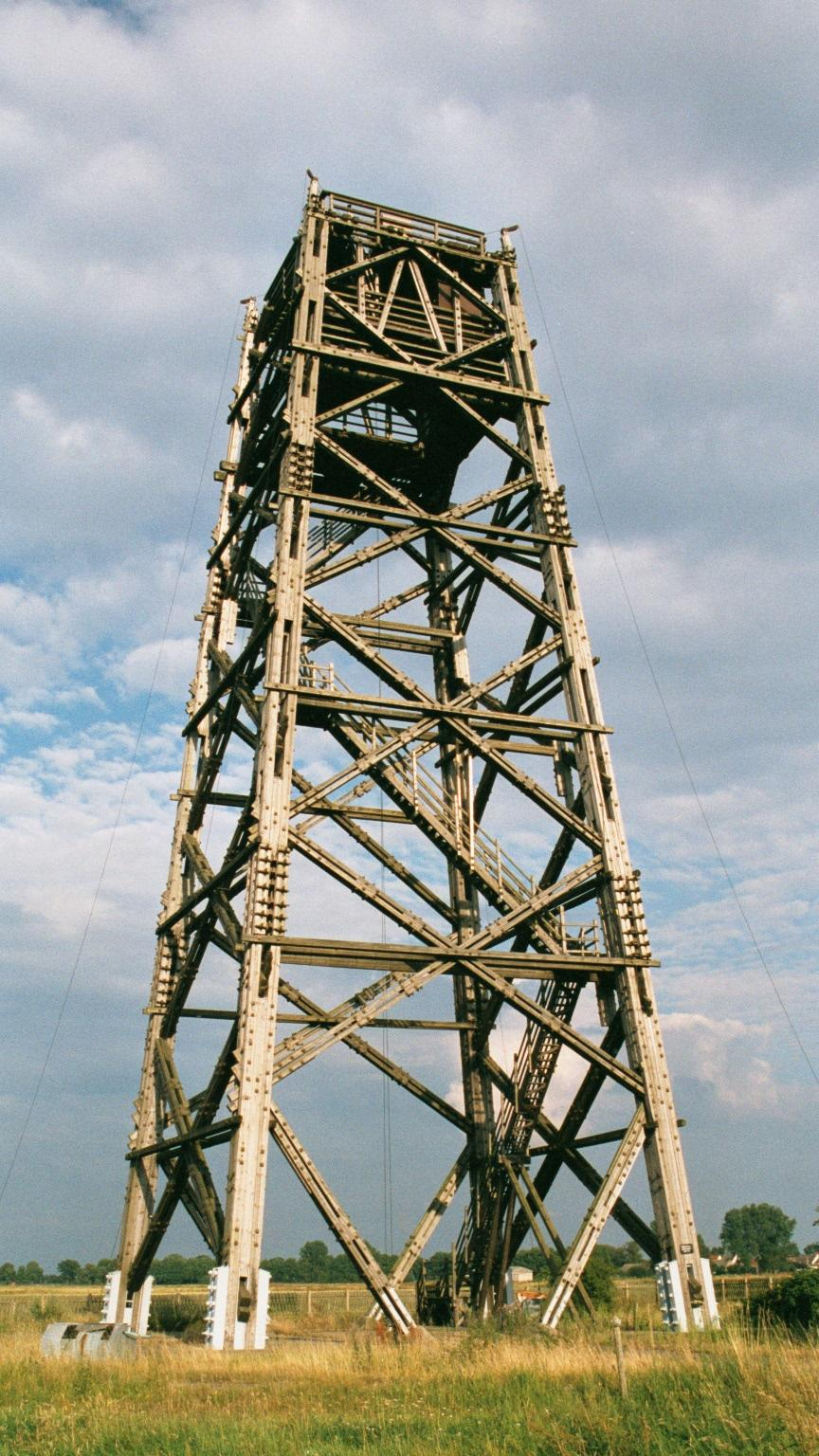
Messturm II

I laboratori di misurazione delle antenne di Brück sono dei laboratori per la misurazione delle antenne radio a Brück, a sud di Berlino. Sono stati costruiti nel 1939.
Nei laboratori di Brück vi sono due torrette di legno di 54 m costruite nel 1963, create senza alcuna parte metallica e usate per montare le antenne e misurare le loro caratteristiche. Una di queste installazioni, la Messturm III, consiste di due torrette collegate da un ponticello sulla parte superiore, mentre l'altra, la Messturm II, ha un profilo tradizionale.  Una terza torretta di legno, costruita nel 1958, è stata distrutta da un incendio nel 1979.